# Sociedade Esportiva Alecrinense
A Sociedade Esportiva Alecrinense - SEA - é uma equipe de futebol originada no bairro do Alecrim em Natal, no Rio Grande do Norte. A equipe foi criada pela primeira vez em 26 de setembro de 1999. Chegou a realizar 13 partidas onde obteve a seguinte campanha: 4 vitórias, 1 empate e 8 derrotas.[carece de fontes?]
Era composta de jogadores de 16 a 18 anos de idade em média. Passando por dificuldades em se organizar, parou suas atividades no início do ano seguinte, após poucos meses de vida.
Em 2009, passados quase 10 anos, voltou a existir de fato. Manteve suas cores iniciais (verde e branco) e adicionou o verde limão, como que significando a renovação e renascimento do time. Os membros possuem faixa de idade entre 17 e 31 anos. É administrada por Alison Lene.
No retorno, manteve o foco muito amplo, realizando partidas de futebol de campo, futsal e minicampo. Contudo, por diversas dificuldades, em 2010 resolveu restringir suas atenções momentâneas no futsal.
Em 2011 participou da V Taça RN de Futsal e teve um desempenho tímido ao ficar apenas em 6º lugar na Etapa de Natal. Em 2012 mantém um elenco plenamente reformulado para participar da Taça RN InterTV Cabugi e do Campeonato Potiguar.

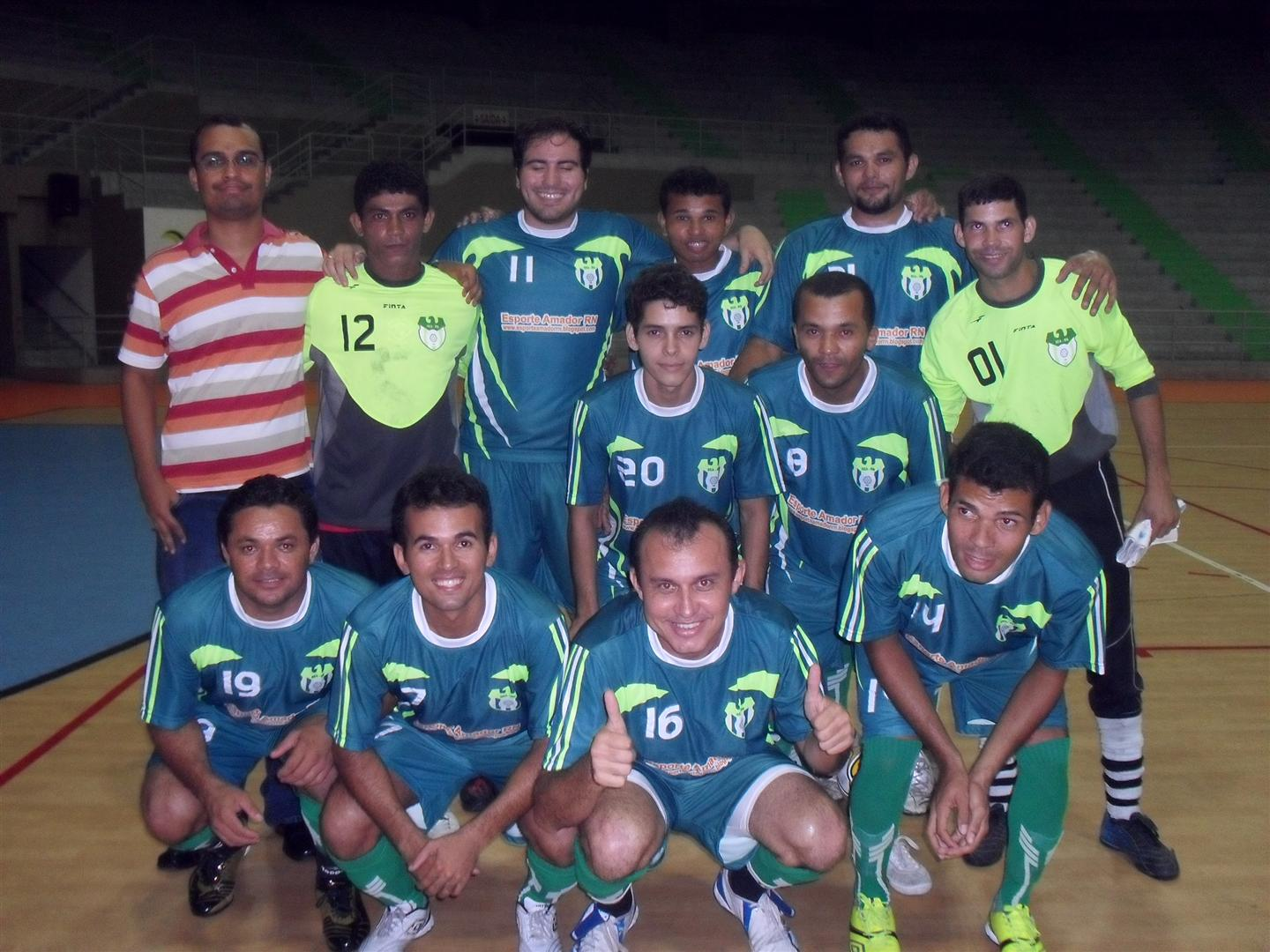
Equipe da SEA que participou da Taça RN 2011

## Títulos
- Nenhum

## Estatísticas
| Taça RN de Futsal |      |      |
| Ano               | 2011 | 2012 |
| Pos.              | 6º   | 4º   |

| Campeonato Potiguar de Futsal |      |      |
| Ano                           | 2012 | 2013 |
| Pos.                          | -º   | -    |